# Piotr Buk (duchowny)
Piotr Buk (ur. 9 maja 1965 w Łańcucie) – polski duchowny rzymskokatolicki, proboszcz i dziekan w Sanoku.

## Życiorys
Urodził się 9 maja 1965 w Łańcucie. Uczył się w szkole podstawowej w Kraczkowej, a następnie w I Liceum Ogólnokształcącym w Łańcucie, gdzie zdał maturę w 1984. Następnie kształcił się w Wyższym Seminarium Duchownym w Przemyślu przez sześć lat.  13 czerwca 1990 otrzymał sakrament święceń kapłańskich z rąk ks. bpa Ignacego Tokarczuka. Przez okres roku posługiwał jako wikariusz w Korczynie. 17 sierpnia 1991 wyjechał na misję do istniejącej jeszcze Ukraińskiej SRR, wkrótce potem niepodległej Ukrainy. Początkowo przebywał w Krzemieńcu, po czym od 17 października 1991 był proboszczem w Kołomyi. W czasie pracy w stolicu Pokucia odzyskano utracone polskie kościoły, w Kosowie, Nadwórnej, Gwoźdzcu, Zabłotowie, Ceniawie, Kutach, Obertynie i  Ottyni. 17 grudnia 1994 abp Marian Jaworski Metropolita Lwowski „za dotychczasowy wkład w pracy duszpasterskiej, w Archidiecezji Lwowskiej" nadał ks. Piotrowi przywilej noszenia Rokiety i Mantoletu. W 1995 księża Piotr Buk i Józef Trela otrzymali od władz Ukrainy nakaz wyjazdu z tego kraju, po czym 20 listopada tego roku przybyli do Polski
2 lutego 1996 roku, abp metropolita przemyski Józef Michalik mianował ks. Buka proboszczem parafii w Bolestraszycach, gdzie głównym zadaniem była budowa nowego kościoła, która trwała przez dwa lata. Uroczyste poświęcenie świątyni odbyło się 6 września 1998 roku. Następnie 6 stycznia 1999 roku w dawnym budynku katechetycznym otwarto pierwszą w Archidiecezji Przemyskiej Stację Medyczną Caritas. W latach 1999–2001 pełnił funkcję Dyrektora Wydziału Administracyjnego i Ekonoma Archidiecezji Przemyskiej. 21 czerwca 2003 roku ks. Piotr Buk został mianowany proboszczem Parafii Najświętszego Serca Pana Jezusa w Sanoku, zastępując przechodzącego na emeryturę ks. kan. Kazimierza Pszona.
W parafii odbyło się Nawiedzenie Matki Bożej w kopii Cudownego Obrazu. Przy kościele i w budynkach parafialnych przeprowadzono wiele prac modernizacyjnych. 2 kwietnia 2015 roku postanowieniem abp. Józefa Michalika „w uznaniu za ofiarną służbę Kościołowi Przemyskiemu i dotychczasową pracę duszpasterską" ks. został mianowany Kanonikiem Honorowym Brzozowskiej Kapituły Kolegiackiej.
Od 2014 r. jest kapelanem Zakładu Karnego.
Od marca 2020 r., za zgodą Metropolity Przemyskiego Abpa Adama Szala został włączony do Rady Fundacji Pomocy Młodzieży im. św. Jana Pawła II WZRASTANIE. Po śmierci ks. Franciszka Rząsy, założyciela Fundacji, został przewodniczącym Rady Fundacji Pomocy Młodzieży im. Św. Jana Pawła II „Wzrastanie”
21 maja 2025 r. decyzją Prezydenta RP Andrzeja Dudy ksiądz Piotr Buk został odznaczony złotym krzyżem zasługi za szczególne zaangażowane w działania humanitarne oraz niesienie pomocy potrzebującym.